# Losigamone
Il losigamone è un farmaco anticonvulsivante sotto studio sin dal 1990, di cui si sa molto poco. È attivo contro una forma di epilessia nota come "crisi parziali".
Appartiene alla famiglia degli acidi tartronici, derivati lattonici del furano e sembra agire sulle correnti del sodio o del potassio. Esperimenti fatti in vitro su fettine cerebrali o su colture di cellule cerebrali, hanno evidenziato che induce correnti cloro-dipendenti in assenza di GABA e con apparente indipendenza dal suo legame con i recettori per questo neurotrasmettitore, come evidenziato da studi di autoradiografia. È stato appurato comunque che riduce la secrezione neuronale del glutammato e la corrente del sodio voltaggio-dipendente a livello dell'ippocampo.
Pare, infatti, che abbia dei siti di legame nell'ippocampo e nel midollo spinale, due aree neurologiche che controllano alcuni aspetti della sintomatologia epilettiforme.
Come farmaco ha raggiunto la fase III della sperimentazione clinica nell'anno 2000. Nel 2003 è stato pubblicato un altro studio riguardo alla sua maneggevolezza e sicurezza farmacologica, che sembrano molto buone.